# Oliver Brunner
Oliver Brunner (* 27. Mai 1969 in Hann. Münden) ist ein deutscher Dramaturg, Theaterregisseur, Produktionsleiter und Schauspieldirektor. Seit 1. September 2024 ist er Intendant des Stadttheaters Ingolstadt.

## Leben
Oliver Brunner studierte nach dem Abitur Neuere deutsche Literaturwissenschaft, Theaterwissenschaft, Kommunikationswissenschaft/Zeitungswissenschaft an der LMU München, das er 1997 mit einer Arbeit über Thomas Bernhards Roman Auslöschung. Ein Zerfall zum Magister Artium (M.A.) abschloss.
Danach wirkte er bis 2011 als Regieassistent sowie künstlerischer Mitarbeiter von Dieter Dorn an den Münchner Kammerspielen und am Bayerischen Staatsschauspiel. Dabei arbeitete er mit Helmut Griem, Christof Loy, Peter Wittenberg, Antoine Uitdehaag, Georg Ringsgwandl und Dieter Dorn.
2003 führte er die Regie bei Marie NDiayes Stück Hilda im Haus der Kunst in der deutschen Erstaufführung.
Von 2006 bis 2011 war Brunner Künstlerischer Direktor am Bayerischen Staatsschauspiel und Stellvertreter des Intendanten in künstlerischen Fragen, mit zwei Lehraufträgen an der Bayerischen Theaterakademie August Everding.
Von Juni 2007 bis Juni 2008 war er Mitarbeiter der Wiedereröffnungsinszenierung im Münchner Cuvillies Theater Idomeneo von Wolfgang Amadeus Mozart, Regie Dieter Dorn (Premiere 14. Juni 2008), eine Produktion der Bayerischen Staatsoper.
2009 war Brunner Teilnehmer der Weiterbildung Theater- und Musikmanagement der Ludwig-Maximilians-Universität München, Theaterwissenschaft (Christopher Balme), in Kooperation mit der Bayerischen Theaterakademie August Everding und dem Deutschen Bühnenverein, Bundesverband der Theater und Orchester, Prof. Klaus Zehelein.
Von Oktober 2009 bis Juli 2010 arbeitete Brunner bei der Konzeption für Orpheus und Eurydike von Christoph Willibald Gluck, Regie Dieter Dorn (Premiere 31. Juli 2010) mit, einer Produktion der Salzburger Festspiele.
2012 übernahm er die Gesamtleitung der 30. Bayerischen Theatertage in Augsburg.
Von der Spielzeit 2012/2013 bis 2015/2016 war Brunner fest am Theater Augsburg engagiert, zuerst als Schauspieldramaturg und Produktionsleiter (Brechtfestival 2013 bis 2015, NO!NO, Rahmenprogramm zu Luigi Nonos Intolleranza 1960, Regie Ludger Engels) und seit 2014 als Künstlerischer Betriebsdirektor Schauspiel. Zudem bildet er mit der Chefdramaturgin Maria Viktoria Linke die Künstlerische Leitung Schauspiel am Theater Augsburg.
Von 2016 bis 2024 war Brunner Schauspieldirektor am Staatstheater Darmstadt.
Brunner ging danach als Intendant nach Ingolstadt und trat seit der Spielzeit 2024/2025 dort die Nachfolge von Knut Weber am Stadttheater Ingolstadt an.

## Theatrografie (Auswahl)
als Regisseur
- 2003: Hilda

als Dramaturg
- 2012: Israel, mon amour
- 2013: Der Kaktus
- 2013: Bernarda Albas Haus
- 2013: No!No. Aktionen und Performances
- 2013: Mein Freund der Baum, SKART
- 2014: Verrücktes Blut
- 2014: Eine Sommernacht
- 2014: Sindbad der Seefahrer
- 2015: Peter Pan
- 2016: Die Wildente
- 2017: Caligula
- 2017: Die Rote Zora
- 2018: In 80 Tagen um die Welt
- 2018: Glaube Liebe Hoffnung